# Валевські

Родинний герб Валевських Колона або Першхала

Валевські — польський шляхетський (магнатський) рід герба Колона або Пержхала. Рід згадується в історичних джерелах з XIV століття.

## Представники
- Ляшек — 1382 року підписав конфедерацію Великопольську

- Якуб, одружений із Косцелецькою, воєводянкою бжесць-куявською. Шлюб був бездітним
- Миколай, брат Якуба, одружений із сестрою його дружини
  - Адам (пом. 1587) — каштелян ельблонзький, староста осецький. Його дружиною була руська воєводянка з роду Фірлеїв, у шлюбі мав п'ятьох синів
    - NN, за твердженням К. Несецького, у Київському костелі на Хелмінській перед великим вівтарем був похований Ґрабштин Валевської з Дорповських гербу Юноша

- Адам Валевський (пом. бл. 1642) — один із перших представників роду, сєрадзький воєвода (або каштелян[1])
- Ян (шваґер Адама) — каштелян сєрадзький[2], шваґер Адама, одружений із Ельжбетою Конецпольською (дочкою королівського секретаря та підкоморія сєрадзького Станіслава Конецпольського)[1] , яка була двоюрідною сестрою Станіслава Конецпольського
  - Ян Францішек, дружина — Констанція Богуміла Запольська гербу Побуг
    - Францішек, дружина Катажина Марчинська (Мончинська)
      - Зигмунт (пом. 1716), дружина Маріанна Конецпольська гербу Побуг
        - Александер (бл. 1700–1751), дружина Вікторія Биковська гербу Гриф
          - Станіслав (бл. 1740—1770).

        - Францішек, одружений із Цецилією Домбською гербу Годземба
          - Александер.

Після згасання роду Конецпольських y 1719 році Александерові та Францискові дісталися в спадщину маєтності Смілянщини, в тому числі й місто Златопіль, також, Язловець.
- Адам — каштелян розпірський, одружений із Маріанною з роду Конецпольських (донькою воєводи парнавського Станіслава Кароля Конецпольського)[1]